# Tadeusz Sokół
Tadeusz Sokół vel Tadeusz Charkowski pseud.: Bug 2, Irkus 2 (ur. 15 czerwca 1914 w Czaharach Hrycowieckich, powiat zbaraski, zm. 21 czerwca 1980 w Warszawie) – polski lekarz pediatra, pulmonolog, porucznik piechoty Wojska Polskiego, Polskich Sił Zbrojnych na Zachodzie i Armii Krajowej, cichociemny.

## Życiorys
Był synem Józefa, rolnika, i Pauliny z domu Nahaj. Po ukończeniu II Państwowego Gimnazjum w Tarnopolu i zdaniu matury w 1935 roku kontynuował naukę w Szkole Podchorążych Rezerwy Piechoty przy 12 Dywizji Piechoty. W latach 1936–1939 studiował na Wydziale Lekarskim Uniwersytetu Jana Kazimierza we Lwowie.
Dostawszy przydział mobilizacyjny do 51 pułku piechoty Strzelców Kresowych we wrześniu 1939 roku przedzierał się do swojego pułku. Został przydzielony w Złoczowie do Ośrodka Zapasowego 12 Dywizji Piechoty. 19 września uczestniczył w bitwie z wojskami radzieckimi w Monasterzyskach, gdzie został wzięty do niewoli.
Po ucieczce z niewoli wstąpił do ZWZ, jednak 26 kwietnia 1940 roku opuścił Lwów celem przekroczenia granicy polsko-węgierskiej. Został aresztowany przez siły radzieckie i był więziony w Stanisławowie, Starobielsku i Moskwie. Następnie został zesłany do łagrów Jercewo, Mostowica i Onofrówka w obwodzie archangielskim. 18 listopada 1941 roku został zwolniony w wyniku podpisania układu Sikorski-Majski. Od 12 lutego 1942 roku służył w 1 kompanii karabinów maszynowych 25 pułku piechoty 9 Dywizji Piechoty. W Palestynie 5 maja został przeniesiony do IV batalionu 3 Dywizja Strzelców Karpackich jako młodszy oficer w oddziale przeciwpancernym, a od 21 marca 1943 roku służył w sztabie Samodzielnej Brygady Strzelców Karpackich.
Zgłosił się do służby w kraju. Po przeszkoleniu w dywersji został zaprzysiężony 29 marca 1944 roku w Oddziale VI Sztabu Naczelnego Wodza. Zrzutu dokonano w nocy z 21 na 22 września 1944 roku w ramach operacji „Przemek 1” dowodzonej przez por. naw. Stanisława Kleybora (zrzut na placówkę odbiorczą „Rozmaryn” w pobliżu majątku Czaryż). Został przydzielony do Okręgu Radom-Kielce AK na dowódcę 5 kompanii II batalionu 2 pułku piechoty Legionów AK, z którym brał udział w kilku bitwach z Niemcami. W październiku miał zostać oficerem ds. zleceń specjalnych komendanta Okręgu Kraków, jednak nie udało mu się dotrzeć do Krakowa. Do rozwiązania AK był instruktorem dywersji w jej terenowych oddziałach.
Po ujawnieniu się w Warszawie został w lecie 1945 roku aresztowany przez UB i skazany na 4 lata więzienia za członkostwo w AK. Na mocy amnestii został zwolniony z więzienia wiosną 1947 roku.
W październiku 1947 roku dostał się na III rok Wydziału Medycznego Uniwersytetu Wrocławskiego, w latach 1949–1950 kontynuował studia medyczne na Wydziale Lekarskim Uniwersytetu Jagiellońskiego, które ukończył w 1952 roku. Pracował jako lekarz pediatra w Nowym Sączu. Był organizatorem przychodni przeciwalergicznej w tym mieście.
Zmarł w Warszawie, został pochowany na cmentarzu w Nowym Sączu. W 1947 ożenił się z Danutą Marią (ur. w 1918 roku). Nie mieli dzieci.

## Awanse
- podporucznik – 1938
- porucznik – 22 września 1944 roku.

## Odznaczenia
- Krzyż Srebrny Orderu Virtuti Militari
- Krzyż Walecznych
- Złoty Krzyż Zasługi
- Złota Odznaka Zasłużonego dla Rozwoju Sądecczyzny.